# Mister Fitness Supermodel Vietnam
Mister Fitness Supermodel Vietnam (tiếng Việt: Nam vương Siêu mẫu Thể hình Việt Nam; tên trước đây là Mister Vietnam Fitness Model từ năm 2016, Mister Fitness Model World Vietnam từ năm 2022) là cuộc thi sắc đẹp dành cho nam giới được tổ chức lần đầu vào năm 2016. Đương kim Mister Fitness Supermodel Vietnam 2024 là Nguyễn Tiến Đạt đến từ Vĩnh Long.

## Người giữ danh hiệu
| Mùa | Năm  | Ngày                 | Quán quân                            | Á quân                              | Á quân                                   | Á quân                                                          | Á quân                                | Nơi tổ chức                      | Số thí sinh | T.k.          |
| Mùa | Năm  | Ngày                 | Quán quân                            | 1                                   | 2                                        | 3                                                               | 4                                     | Nơi tổ chức                      | Số thí sinh | T.k.          |
| --- | ---- | -------------------- | ------------------------------------ | ----------------------------------- | ---------------------------------------- | --------------------------------------------------------------- | ------------------------------------- | -------------------------------- | ----------- | ------------- |
| 1   | 2016 | 15 tháng 12 năm 2016 | Nguyễn Mạnh Kiên Hà Nội              | Lê Thành Long                       | Nguyễn Tiến Đạt Hà Nội                   | Không trao giải                                                 | Không trao giải                       | Phú Nhuận, Thành phố Hồ Chí Minh | 22          | [ 1 ] [ 2 ]   |
| 2   | 2017 | 26 tháng 9 năm 2017  | Nguyễn Hoàng Hiếu Bình Thuận         | Cao Xuân Tài Đà Nẵng                | Nguyễn Văn Cường Thái Bình               | Không trao giải                                                 | Không trao giải                       | Quận 7, Thành phố Hồ Chí Minh    | 19          | [ 3 ] [ 4 ]   |
| 3   | 2019 | 12 tháng 4 năm 2019  | Bùi Xuân Đạt Hưng Yên                | Nguyễn Quốc Nam Bắc Giang           | Tạ Công Phát Quảng Ngãi                  | Không trao giải                                                 | Không trao giải                       | Hải Châu, Đà Nẵng                | 22          | [ 5 ] [ 6 ]   |
| 4   | 2021 | 7 tháng 1 năm 2022   | Nguyễn Hữu Anh Quảng Ngãi            | Trần Văn Tư Bắc Ninh                | Ngô Hoàng Phi Việt Thành phố Hồ Chí Minh | Hoàng Kiều Lâm Hà Nội                                           | Lương Minh Phát Thành phố Hồ Chí Minh | Bến Lức, Long An                 | 21          | [ 7 ] [ 8 ]   |
| 5   | 2022 | 20 tháng 8 năm 2022  | Kim Minh Sơn Hàn Quốc                | Lâm Kim Khánh Thành phố Hồ Chí Minh | Hoàng Việt An Bắc Giang                  | Đặng Hoàn Hảo Thành phố Hồ Chí Minh                             | Nguyễn Hồng Sơn Bà Rịa - Vũng Tàu     | Ngũ Hành Sơn, Đà Nẵng            | 15          | [ 9 ] [ 10 ]  |
| 6   | 2023 | 21 tháng 10 năm 2023 | Vũ Tiến Trường Thành phố Hồ Chí Minh | Bùi Văn Thái Hậu Giang              | Nguyễn Hoàng Tùng Hà Nội                 | Trần Duy Khánh Nam ĐịnhNguyễn Thiện Thuật Thành phố Hồ Chí Minh | Không trao giải                       | Vũng Tàu, Bà Rịa - Vũng Tàu      | 26          | [ 11 ] [ 12 ] |
| 7   | 2024 | 7 tháng 12 năm 2024  | Nguyễn Tiến Đạt Vĩnh Long            | Lôi Viễn Quang Trà Vinh             | Lê Minh Tân Bến Tre                      | Nguyễn Văn Thịnh Cà Mau                                         | Huỳnh Ngọc Thưởng Quảng Nam           | Bến Lức, Long An                 | 15          | [ 13 ] [ 14 ] |

## Các lần tổ chức Mister Fitness Supermodel Vietnam

### 2016
Mister Vietnam Fitness Model 2016 là cuộc thi Mister Vietnam Fitness Model mùa thứ 1 được tổ chức tại Trung tâm hội nghị Adora Luxury, Phú Nhuận, Thành phố Hồ Chí Minh vào ngày 15 tháng 12 năm 2016. Có 22 thí sinh dự thi, Nguyễn Mạnh Kiên đến từ Hà Nội đăng quang Mister Vietnam Fitness Model 2016.
Kết quả
| Hạng                              | Thí sinh                 |
| --------------------------------- | ------------------------ |
| Mister Vietnam Fitness Model 2016 | - 237 — Nguyễn Mạnh Kiên |
| Á quân 1                          | - 235 — Lê Thành Long    |
| Á quân 2                          | - 139 — Nguyễn Tiến Đạt  |

Các giải thưởng
| Giải thưởng                  | Thí sinh                                          |
| ---------------------------- | ------------------------------------------------- |
| Trang phục thể thao đẹp nhất | - 202 — Hoàng Đình Anh Tuấn - 232 — Trần Duy Đức  |
| Tài năng thể thao            | - 257 — Đặng Văn Thái - 243 — Trương Quang Lữ Duy |
| Gương mặt thể thao           | - 099 — Đặng Quốc Đạt                             |
| Hình thể thể thao đẹp nhất   | - 123 — Mai Bá Vinh - 153 — Nguyễn Đăng Chương    |
| Thí sinh được yêu thích nhất | - 140 — Lê Đức Lực                                |

Các thí sinh
| SBD | Thí sinh              |
| --- | --------------------- |
| 089 | Vũ Minh Hiếu          |
| 096 | Nguyễn Ngọc Trung     |
| 099 | Đặng Quốc Đạt         |
| 103 | Nguyễn Hoàng Tuấn Anh |
| 107 | Bùi Xuân Đạt          |
| 115 | Giang Hải Đông        |
| 123 | Mai Bá Vinh           |
| 124 | Trần Minh Huy         |
| 127 | Đỗ Hùng Chiến         |
| 131 | Lương Sơn Tùng        |
| 138 | Nguyễn Văn Tiến       |
| 139 | Nguyễn Tiến Đạt       |
| 140 | Lê Đức Lực            |
| 151 | Đăng Minh Khôi        |
| 153 | Nguyễn Đăng Chương    |
| 202 | Hoàng Đình Anh Tuấn   |
| 231 | Phạm Khánh Lộc        |
| 232 | Trần Duy Đức          |
| 235 | Lê Thành Long         |
| 237 | Nguyễn Mạnh Kiên      |
| 243 | Trương Quang Lữ Duy   |
| 257 | Đặng Văn Thái         |

Dự thi cuộc thi sắc đẹp quốc tế
| Cuộc thi             | Năm  | Thí sinh        | Thứ hạng | T.k.   |
| -------------------- | ---- | --------------- | -------- | ------ |
| Mister International | 2016 | Nguyễn Tiến Đạt | Top 6    | [ 20 ] |
| Mister Supranational | 2022 | Bùi Xuân Đạt    | Top 10   | [ 21 ] |

### 2017
Mister Vietnam Fitness Model 2017 là cuộc thi Mister Vietnam Fitness Model mùa thứ 2 được tổ chức tại Trung tâm hội nghị Adora Premium, Quận 7, Thành phố Hồ Chí Minh vào ngày 26 tháng 9 năm 2017. Có 19 thí sinh dự thi, Nguyễn Hoàng Hiếu đến từ Bình Thuận đăng quang Mister Vietnam Fitness Model 2017.
Kết quả
| Hạng                              | Thí sinh                  |
| --------------------------------- | ------------------------- |
| Mister Vietnam Fitness Model 2017 | - 064 — Nguyễn Hoàng Hiếu |
| Á quân 1                          | - 047 — Cao Xuân Tài      |
| Á quân 2                          | - 063 — Nguyễn Văn Cường  |

Các giải thưởng
| Giải thưởng        | Thí sinh                                                                  |
| ------------------ | ------------------------------------------------------------------------- |
| Thể hình thể thao  | - 047 — Cao Xuân Tài - 065 — Mai Văn Quốc - 066 — Lương Văn Thêm          |
| Gương mặt thể thao | - 009 — Vũ Hoàng Thắng - 013 — Đặng Hiếu Đức - 018 — Nguyễn Anh Tuấn      |
| Tài năng thể thao  | - 050 — Nguyễn Anh Kỳ - 051 — Nguyễn Quốc Nguyên - 063 — Nguyễn Văn Cường |

Các thí sinh
| SBD | Thí sinh           | Tuổi | Quê quán   |
| --- | ------------------ | ---- | ---------- |
| 009 | Vũ Hoàng Thắng     |      |            |
| 012 |                    |      |            |
| 013 | Đặng Hiếu Đức      |      |            |
| 017 |                    |      |            |
| 018 | Nguyễn Anh Tuấn    |      |            |
| 020 |                    |      |            |
| 040 |                    |      |            |
| 041 |                    |      |            |
| 047 | Cao Xuân Tài       | 1995 | Đà Nẵng    |
| 049 |                    |      |            |
| 050 | Nguyễn Anh Kỳ      |      |            |
| 051 | Nguyễn Quốc Nguyên |      |            |
| 063 | Nguyễn Văn Cường   | 1991 | Thái Bình  |
| 064 | Nguyễn Hoàng Hiếu  | 1996 | Bình Thuận |
| 065 | Mai Văn Quốc       |      |            |
| 066 | Lương Văn Thêm     |      |            |
| 070 |                    |      |            |
| 072 |                    |      |            |
| 077 |                    |      |            |

Dự thi cuộc thi sắc đẹp quốc tế
| Cuộc thi                 | Năm  | Thí sinh      | Thứ hạng  | T.k.   |
| ------------------------ | ---- | ------------- | --------- | ------ |
| Man of the World         | 2018 | Cao Xuân Tài  | Nam vương | [ 27 ] |
| Mister National Universe | 2019 | Đặng Hiếu Đức | Á vương 3 | [ 28 ] |

### 2019
Mister Vietnam Fitness Model 2019 là cuộc thi Mister Vietnam Fitness Model mùa thứ 3 được tổ chức tại Nhà hát Trưng Vương Đà Nẵng, Hải Châu, Đà Nẵng vào ngày 12 tháng 4 năm 2019. Có 22 thí sinh dự thi, Bùi Xuân Đạt đến từ Hưng Yên đăng quang Mister Vietnam Fitness Model 2019.
Kết quả
| Hạng                              | Thí sinh               |
| --------------------------------- | ---------------------- |
| Mister Vietnam Fitness Model 2019 | - 11 — Bùi Xuân Đạt    |
| Á quân 1                          | - 15 — Nguyễn Quốc Nam |
| Á quân 2                          | - 18 — Tạ Công Phát    |

Các thí sinh
| SBD | Thí sinh           | Tuổi | Chiều cao | Quê quán              |
| --- | ------------------ | ---- | --------- | --------------------- |
| 01  | Đỗ Việt Anh        | 1998 | 1.80m     | Hải Phòng             |
| 02  | Nguyễn Văn Hoàng   | 2000 | 1.79m     | Đồng Nai              |
| 03  | Lê Thanh Tùng      | 1993 | 1.78m     | Quảng Nam             |
| 04  | Phan Lộc Khoa Hiển | 1997 | 1.82m     | Vĩnh Long             |
| 05  | Tưởng Ngọc Minh    | 1992 | 1.80m     | Hà Nội                |
| 06  | Nguyễn Thanh Đa    | 1992 | 1.85m     | Long An               |
| 07  | Nguyễn Văn Chiến   | 1998 | 1.80m     | Vĩnh Phúc             |
| 08  | Nguyễn Chí Thiện   | 1993 | 1.81m     | Kiên Giang            |
| 09  | Phạm Mạnh Cường    | 1995 | 1.77m     | Đà Nẵng               |
| 10  | Quách Thanh Lâm    | 1990 | 1.86m     | Thành phố Hồ Chí Minh |
| 11  | Bùi Xuân Đạt       | 1996 | 1.82m     | Hưng Yên              |
| 12  | Trần Đức Hiếu      | 1995 | 1.84m     | Hưng Yên              |
| 13  | Đặng Quang Khôi    | 1991 | 1.81m     | Hải Phòng             |
| 14  | Trần Lê Minh Hảo   | 1998 | 1.86m     | Nha Trang             |
| 15  | Nguyễn Quốc Nam    | 1992 | 1.85m     | Bắc Giang             |
| 16  | Nguyễn Anh Duy     | 1995 | 1.81m     | Đà Nẵng               |
| 17  | Trần Quốc Trung    | 1997 | 1.80m     | Gia Lai               |
| 18  | Tạ Công Phát       | 1995 | 1.86m     | Quảng Ngãi            |
| 19  | Nguyễn Anh Đức     | 1999 | 1.81m     | Đồng Tháp             |
| 20  | Võ Huỳnh Hải Nghĩa | 1996 | 1.80m     | Đà Nẵng               |
| 21  | Nguyễn Thành Tín   | 1998 | 1.85m     | Thành phố Hồ Chí Minh |
| 22  | Nguyễn Văn Thao    | 1994 | 1.81m     | Thanh Hóa             |

Dự thi cuộc thi sắc đẹp quốc tế
| Cuộc thi                        | Năm  | Thí sinh     | Thứ hạng       | T.k.   |
| ------------------------------- | ---- | ------------ | -------------- | ------ |
| Man of the World                | 2019 | Tạ Công Phát | Top 18         |        |
| Mister Fitness Supermodel World | 2023 | Tạ Công Phát | Không đạt giải |        |
| Mister Supranational            | 2022 | Bùi Xuân Đạt | Top 10         | [ 32 ] |

### 2021
Mister Vietnam Fitness Model 2021 là cuộc thi Mister Vietnam Fitness Model mùa thứ 4 được tổ chức tại Bến Lức, Long An vào ngày 7 tháng 1 năm 2022. Có 21 thí sinh dự thi, Nguyễn Hữu Anh đến từ Quảng Ngãi đăng quang Mister Vietnam Fitness Model 2021.
Kết quả
| Hạng                              | Thí sinh                  |
| --------------------------------- | ------------------------- |
| Mister Vietnam Fitness Model 2021 | - 17 — Nguyễn Hữu Anh     |
| Á quân 1                          | - 06 — Trần Văn Tư        |
| Á quân 2                          | - 15 — Ngô Hoàng Phi Việt |
| Á quân 3                          | - 13 — Hoàng Kiều Lâm     |
| Á quân 4                          | - 22 — Lương Minh Phát    |

Các giải thưởng
| Giải thưởng            | Thí sinh                                     |
| ---------------------- | -------------------------------------------- |
| Mister Body            | - 09 — Nguyễn Đức Hiếu                       |
| Mister People’s Choice | - 03 — Huỳnh Văn Dương                       |
| Mister Catwalk         | - 13 — Hoàng Kiều Lâm                        |
| Mister Talent          | - 04 — Nguyễn Trần Văn Khoa                  |
| Mister Fashion         | - 05 — Võ Tiến Dõng                          |
| Mister Face            | - 16 — Trần Duy Khánh                        |
| Mister Media           | - 15 — Ngô Hoàng Phi Việt                    |
| Đại sứ VFM Miền Bắc    | - 21 — Vũ Thành Long - 01 — Nguyễn Viết Hiệp |
| Đại sứ VFM Miền Trung  | - 11 — Nguyễn Đình Vương                     |
| Đại sứ VFM Miền Nam    | - 10 — Nguyễn Thiện Thuật                    |

Các thí sinh
| SBD | Thí sinh             | Tuổi | Quê quán              |
| --- | -------------------- | ---- | --------------------- |
| 01  | Nguyễn Viết Hiệp     | 1996 | Bắc Ninh              |
| 02  | Lê Trường Luyến      | 1994 | Cà Mau                |
| 03  | Huỳnh Văn Dương      | 1999 | Đồng Tháp             |
| 04  | Nguyễn Trần Văn Khoa | 1996 | Quảng Nam             |
| 05  | Võ Tiến Dõng         | 1994 | Đồng Tháp             |
| 06  | Trần Văn Tư          | 1997 | Bắc Ninh              |
| 07  | Trịnh Ngọc Hiếu      | 2002 | Hưng Yên              |
| 09  | Nguyễn Đức Hiếu      | 2001 | Nam Định              |
| 10  | Nguyễn Thiện Thuật   | 1996 | Đồng Nai              |
| 11  | Nguyễn Đình Vương    | 1999 | Kom Tum               |
| 12  | Trần Đình Phong      | 1993 | Tây Ninh              |
| 13  | Hoàng Kiều Lâm       | 1992 | Hà Nội                |
| 15  | Ngô Hoàng Phi Việt   | 1997 | Thành phố Hồ Chí Minh |
| 16  | Trần Duy Khánh       | 2002 | Nam Định              |
| 17  | Nguyễn Hữu Anh       | 2000 | Quảng Ngãi            |
| 18  | Trần Minh Trí        | 1996 | Lâm Đồng              |
| 19  | Hoàng Việt An        | 1999 | Bắc Giang             |
| 20  | Đào Văn Hùng         | 1997 | Thanh Hoá             |
| 21  | Vũ Thành Long        | 1993 | Hà Nội                |
| 22  | Lương Minh Phát      | 1996 | Thành phố Hồ Chí Minh |
| 23  | Nguyễn Quang Vinh    | 1997 | Thành phố Hồ Chí Minh |

Dự thi cuộc thi sắc đẹp quốc tế
| Cuộc thi                 | Năm  | Thí sinh           | Thứ hạng  | T.k.                                      |
| ------------------------ | ---- | ------------------ | --------- | ----------------------------------------- |
| Man of the World         | 2022 | Nguyễn Hữu Anh     | Á vương 4 |                                           |
| Mister National Universe | 2022 | Ngô Hoàng Phi Việt | Nam vương | [ 35 ] [ 36 ] [ 37 ] [ 38 ] [ 39 ] [ 40 ] |

### 2022
Mister Fitness Model World Vietnam 2022 là cuộc thi Mister Fitness Model World Vietnam mùa thứ 5 được tổ chức tại bãi biển DaNaBeach, Ngũ Hành Sơn, Đà Nẵng vào ngày 20 tháng 8 năm 2022. Có 15 thí sinh dự thi, Kim Minh Sơn đến từ Hàn Quốc đăng quang Mister Fitness Model World Vietnam 2022.
Kết quả
| Hạng                                    | Thí sinh                |
| --------------------------------------- | ----------------------- |
| Mister Fitness Model World Vietnam 2022 | - 150 — Kim Minh Sơn    |
| Á quân 1                                | - 241 — Lâm Kim Khánh   |
| Á quân 2                                | - 055 — Hoàng Việt An   |
| Á quân 3                                | - 282 — Đặng Hoàn Hảo   |
| Á quân 4                                | - 253 — Nguyễn Hồng Sơn |

Các giải thưởng
| Giải thưởng     | Thí sinh                     |
| --------------- | ---------------------------- |
| Best Body       | - 241 — Lâm Kim Khánh        |
| Best Face       | - 253 — Nguyễn Hồng Sơn      |
| Best Catwalk    | - 041 — Nguyễn Đức Hiếu      |
| Best Media      | - 272 — Nguyễn Duy Tuấn Anh  |
| Best Talent     | - 192 — Lê Phạm Anh Tuấn     |
| Best Fashion    | - 090 — Huỳnh Bá Hiếu        |
| People’s Choice | - 179 — Văn Hoàng Thái Dương |
| Image Skincare  | - 192 — Lê Phạm Anh Tuấn     |

Các thí sinh
| SBD | Thí sinh             | Tuổi | Quê quán              |
| --- | -------------------- | ---- | --------------------- |
| 041 | Nguyễn Đức Hiếu      |      | Nam Định              |
| 050 | Hoàng Kỳ Mục         |      | Hà Nội                |
| 055 | Hoàng Việt An        |      | Bắc Giang             |
| 090 | Huỳnh Bá Hiếu        |      | Đà Nẵng               |
| 150 | Kim Minh Sơn         | 2001 | Hàn Quốc              |
| 175 | Lê Đức Quốc          | 2002 | Lâm Đồng              |
| 179 | Văn Hoàng Thái Dương | 2001 | Bến Tre               |
| 188 | Nguyễn Hữu Duy       | 1997 | Vĩnh Long             |
| 192 | Lê Phạm Anh Tuấn     | 1997 | Thành phố Hồ Chí Minh |
| 212 | Lê Gia Thắng         | 2002 | Thành phố Hồ Chí Minh |
| 237 | La Minh Thông        | 1997 | Trung Quốc            |
| 241 | Lâm Kim Khánh        | 1994 | Thành phố Hồ Chí Minh |
| 253 | Nguyễn Hồng Sơn      | 1996 | Bà Rịa - Vũng Tàu     |
| 272 | Nguyễn Duy Tuấn Anh  | 2002 | Hà Nội                |
| 282 | Đặng Hoàn Hảo        | 2000 | Thành phố Hồ Chí Minh |

Dự thi cuộc thi sắc đẹp quốc tế
| Cuộc thi                        | Năm  | Thí sinh      | Thứ hạng  | T.k.   |
| ------------------------------- | ---- | ------------- | --------- | ------ |
| Mister Friendship International | 2022 | Hoàng Việt An | Top 10    | [ 45 ] |
| Man of the World                | 2023 | Lâm Kim Khánh | Á vương 4 |        |
| Mister National Universe        | 2023 | Kim Minh Sơn  | Top 10    | [ 46 ] |

### 2023
Mister Fitness Supermodel Vietnam 2023 là cuộc thi Mister Fitness Supermodel Vietnam mùa thứ 6 được tổ chức tại khu du lịch Hồ Mây, Vũng Tàu, Bà Rịa - Vũng Tàu vào ngày 21 tháng 10 năm 2023. Có 26 thí sinh dự thi, Vũ Tiến Trường đến từ đăng quang Mister Fitness Supermodel Vietnam 2023.
Kết quả
| Hạng                                   | Thí sinh                                          |
| -------------------------------------- | ------------------------------------------------- |
| Mister Fitness Supermodel Vietnam 2023 | - 085 — Vũ Tiến Trường                            |
| Á quân 1                               | - 055 — Bùi Văn Thái                              |
| Á quân 2                               | - 034 — Nguyễn Hoàng Tùng                         |
| Á quân 3                               | - 012 — Trần Duy Khánh - 082 — Nguyễn Thiện Thuật |

Các thí sinh
| SBD | Thí sinh              | Tuổi | Quê quán              |
| --- | --------------------- | ---- | --------------------- |
| 010 | Điền Đức Nam          | 1999 | Ninh Bình             |
| 012 | Trần Duy Khánh        | 2002 | Nam Định              |
| 029 | Trần Công Bằng        | 2003 | Nam Định              |
| 034 | Nguyễn Hoàng Tùng     | 1998 | Hà Nội                |
| 037 | Đào Mạnh Hùng         | 1997 | Nam Định              |
| 042 | Nguyễn Khắc Tiến      | 2002 | Vĩnh Phúc             |
| 045 | Huỳnh Ngọc Thưởng     | 1996 | Quảng Nam             |
| 047 | Trần Tuấn Kiệt        | 2000 | Tiền Giang            |
| 055 | Bùi Văn Thái          | 1997 | Hậu Giang             |
| 059 | Võ Thái Sơn           | 2003 | Kiên Giang            |
| 061 | Trần Văn Khánh        | 2001 | Đà Nẵng               |
| 064 | Huỳnh Bảo             | 1997 | Trà Vinh              |
| 067 | Âu Thanh Phúc         | 1995 | Hậu Giang             |
| 070 | Đoàn Công Nam         | 1996 | Đồng Nai              |
| 072 | Lê Đình Long          | 1996 | Thành phố Hồ Chí Minh |
| 079 | Võ Thái Sang          | 2003 | Kiên Giang            |
| 081 | Phạm Nguyễn Huy Khanh | 2000 | Thành phố Hồ Chí Minh |
| 082 | Nguyễn Thiện Thuật    | 1996 | Thành phố Hồ Chí Minh |
| 085 | Vũ Tiến Trường        | 2001 | Thành phố Hồ Chí Minh |
| 088 | Huỳnh Ngọc Mẫn        | 1994 | Thành phố Hồ Chí Minh |
| 093 | Đỗ Minh khang         | 2003 | Cần Thơ               |
| 099 | Đỗ Gia Hưng           | 2005 | Kiên Giang            |
| 103 | Huỳnh Quốc Khanh      | 2000 | Đồng Tháp             |
| 108 | Nguyễn Thanh Toàn     | 1994 | Cần Thơ               |
| 113 | Trương Minh Vũ        | 2003 | Thành phố Hồ Chí Minh |
| 116 | Triệu Tiến Huy        | 1998 | Phú Thọ               |

Dự thi cuộc thi sắc đẹp quốc tế
| Cuộc thi                        | Năm  | Thí sinh     | Thứ hạng  | T.k.   |
| ------------------------------- | ---- | ------------ | --------- | ------ |
| Mister Fitness Supermodel World | 2024 | Bùi Văn Thái | Á vương 4 | [ 49 ] |

### 2024
Mister Fitness Supermodel Vietnam 2024 là cuộc thi Mister Fitness Supermodel Vietnam mùa thứ 7 được tổ chức tại khu du lịch Happyland, Bến Lức, Long An vào ngày 7 tháng 12 năm 2024. Có 15 thí sinh dự thi, Nguyễn Tiến Đạt đến từ Vĩnh Long đăng quang Mister Fitness Supermodel Vietnam 2024.
Kết quả
| Hạng                                   | Thí sinh                 |
| -------------------------------------- | ------------------------ |
| Mister Fitness Supermodel Vietnam 2024 | - 45 — Nguyễn Tiến Đạt   |
| Á quân 1                               | - 32 — Lôi Viễn Quang    |
| Á quân 2                               | - 41 — Lê Minh Tân       |
| Á quân 3                               | - 18 — Nguyễn Văn Thịnh  |
| Á quân 4                               | - 07 — Huỳnh Ngọc Thưởng |

Các giải thưởng
| Giải thưởng         | Thí sinh                |
| ------------------- | ----------------------- |
| Mister Face         | - 18 — Nguyễn Văn Thịnh |
| Mister Catwalk      | - 26 — Võ Tiến Dõng     |
| Mister Fitness Star | - 32 — Lôi Viễn Quang   |
| Mister Fashion      | - 41 — Lê Minh Tân      |
| Mister Sportswear   | - 45 — Nguyễn Tiến Đạt  |
| Mister Body         | - 53 — Lý Minh Quân     |
| Mister Talent       | - 71 — Lương Quang Nam  |

Các thí sinh
| SBD | Thí sinh          | Tuổi | Quê quán              |
| --- | ----------------- | ---- | --------------------- |
| 07  | Huỳnh Ngọc Thưởng | 1996 | Quảng Nam             |
| 16  | Đàm Đình Văn      | 2001 | Hải Dương             |
| 18  | Nguyễn Văn Thịnh  | 2001 | Cà Mau                |
| 26  | Võ Tiến Dõng      | 1994 | Đồng Tháp             |
| 32  | Lôi Viễn Quang    | 1996 | Trà Vinh              |
| 41  | Lê Minh Tân       | 1996 | Bến Tre               |
| 42  | Hồ Ngọc Tiến      | 2001 | An Giang              |
| 45  | Nguyễn Tiến Đạt   | 2002 | Vĩnh Long             |
| 46  | Lâm Hải Nam       | 2001 | Cần Thơ               |
| 53  | Lý Minh Quân      | 1993 | Thành phố Hồ Chí Minh |
| 54  | Lê Hữu Hậu        | 2001 | Thành phố Hồ Chí Minh |
| 57  | Bùi Công Danh     | 1997 | Bình Thuận            |
| 58  | Trần Hữu Trọng    | 2001 | Phú Yên               |
| 68  | Nguyễn Lê Huy     | 1998 | Phú Yên               |
| 71  | Lương Quang Nam   | 2001 | Thành phố Hồ Chí Minh |

Dự thi cuộc thi sắc đẹp quốc tế
| Cuộc thi                        | Năm  | Thí sinh        | Thứ hạng | T.k.   |
| ------------------------------- | ---- | --------------- | -------- | ------ |
| Man of the World                | 2025 | Lý Minh Quân    | Top 18   | [ 55 ] |
| Mister Fitness Supermodel World | 2025 | Nguyễn Tiến Đạt | Top 11   |        |

## Đại diện Việt Nam tại các cuộc thi sắc đẹp quốc tế

### Man of the World
Chú thích màu
- : Nam vương
- : Á vương
- : Top chung kết
- : Top bán chung kết
- : Được giải thưởng đặc biệt

| Năm  | Đại diện       | Thứ hạng tại Mister Fitness Supermodel Vietnam | Thứ hạng tại Man of the World | Giải thưởng đặc biệt                                                                 | T.k.   |
| ---- | -------------- | ---------------------------------------------- | ----------------------------- | ------------------------------------------------------------------------------------ | ------ |
| 2018 | Cao Xuân Tài   | Á quân 1 (2017)                                | Man of the World              | 4 - - Best in Casual Wear - Best in Swimwear - Mister Pervil - Darlings of the Press | [ 56 ] |
| 2019 | Tạ Công Phát   | Á quân 2 (2019)                                | Top 18                        | 1 - - 1st Runner-up Fashion of the World                                             |        |
| 2022 | Nguyễn Hữu Anh | Vietnam Fitness Model 2021                     | Á vương 4                     | 3 - - Best in BAHAG - Best in Swimwear - Best in National Costume                    |        |
| 2023 | Lâm Kim Khánh  | Á quân 1 (2022)                                | Á vương 4                     | 3 - - Press Favorite - Best Physique - Best in Swimwear                              |        |
| 2024 | Đoàn Công Vinh | Bổ nhiệm                                       | Top 10                        | 3 - - Multimedia Award - Best Physique - Fashion of the World                        |        |
| 2025 | Lý Minh Quân   | Top 10 (2024)                                  | Top 18                        | 2 - - Man of the World Charity - Best Physique                                       | [ 57 ] |

### Mister Fitness Supermodel World
Chú thích màu
- : Nam vương
- : Á vương
- : Top chung kết
- : Top bán chung kết
- : Được giải thưởng đặc biệt

| Năm  | Đại diện        | Thứ hạng tại Mister Fitness Supermodel Vietnam | Thứ hạng tại Mister Fitness Supermodel World | Giải thưởng đặc biệt                                                                 | T.k. |
| ---- | --------------- | ---------------------------------------------- | -------------------------------------------- | ------------------------------------------------------------------------------------ | ---- |
| 2023 | Tạ Công Phát    | Á vương 2 (2019)                               | Không đạt giải                               | 1 - - 1st Runner-Up Best in National Costume - Best Formal Wear - Best in Sportswear |      |
| 2024 | Bùi Văn Thái    | Á vương 1 (2023)                               | Á vương 4                                    | 1 - - Runner-Up Best in National Costume - Best Catwalk                              |      |
| 2025 | Nguyễn Tiến Đạt | Mister Fitness Supermodel Vietnam 2024         | Top 11                                       | 2 - - Best Traditional Costume - Mister Fitness Supermodel World Asia                |      |